# Уттіген
Уттіген (нім. Uttigen) — громада  в Швейцарії в кантоні Берн, адміністративний округ Тун.

## Географія
Громада розташована на відстані близько 20 км на південний схід від Берна.
Уттіген має площу 3,8 км², з яких на 15,1% дозволяється будівництво (житлове та будівництво доріг), 54,5% використовуються в сільськогосподарських цілях, 28,6% зайнято лісами, 1,9% не є продуктивними (річки, льодовики або гори).

## Демографія
2019 року в громаді мешкало 2129 осіб (+15% порівняно з 2010 роком), іноземців було 6,3%. Густота населення становила 559 осіб/км².
За віковим діапазоном населення розподілялося таким чином: 21,3% — особи молодші 20 років, 59,5% — особи у віці 20—64 років, 19,3% — особи у віці 65 років та старші. Було 896 помешкань (у середньому 2,3 особи в помешканні).
Із загальної кількості 306 працюючих 45 було зайнятих в первинному секторі, 73 — в обробній промисловості, 188 — в галузі послуг.